# Ruchadlo

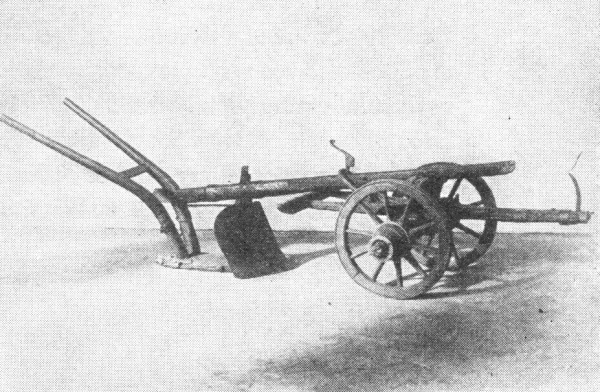
Ruchadlo bratranců Veverkových

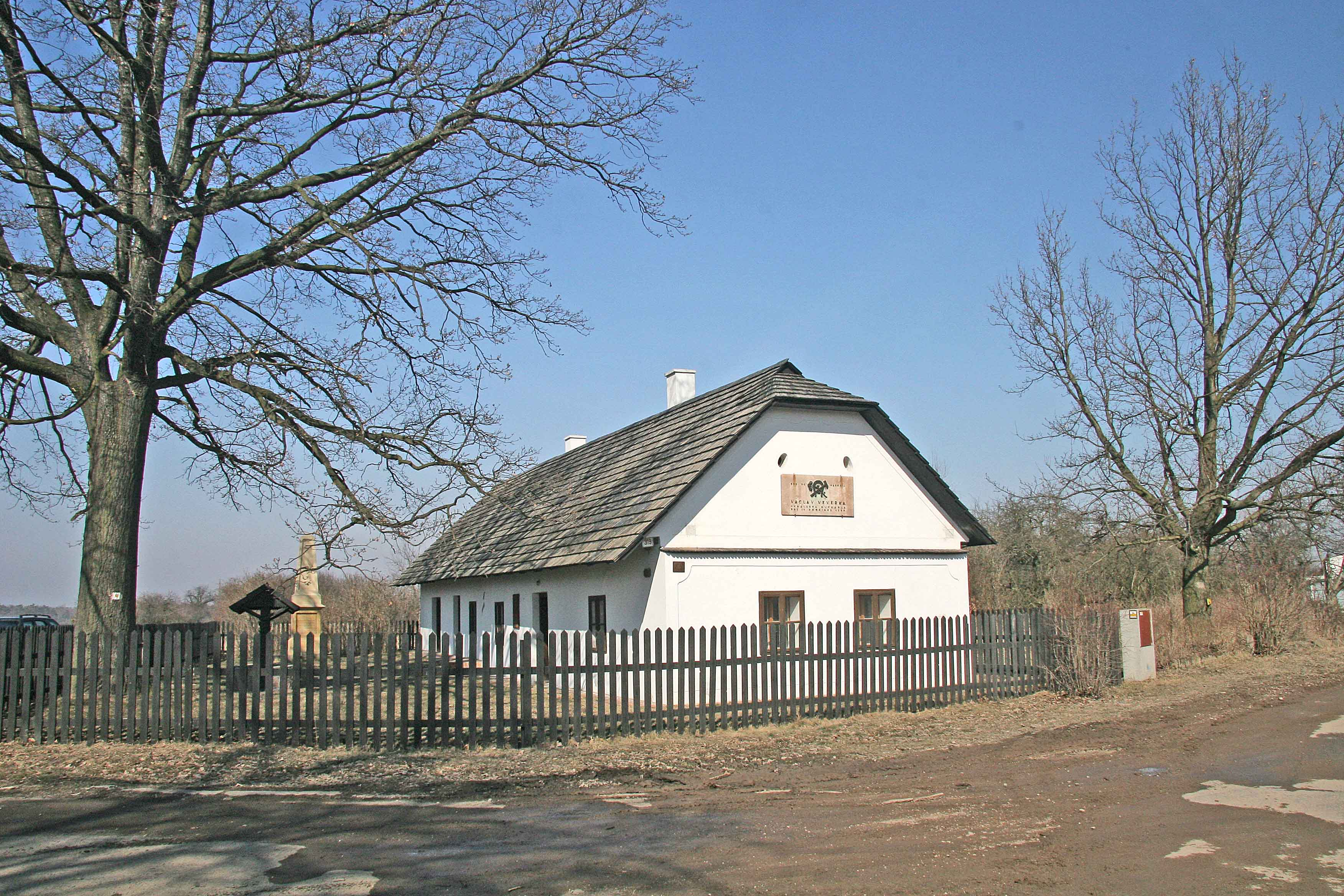
Rodný domek Václava Veverky, kovárna v Rybitví

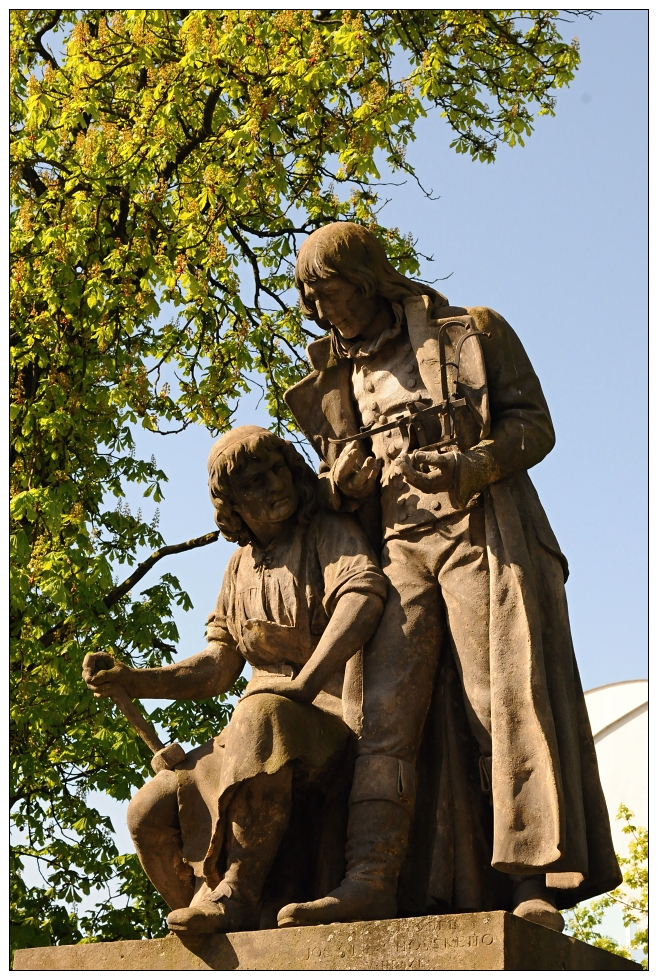
Pomník bratranců Veverkových v Pardubicích

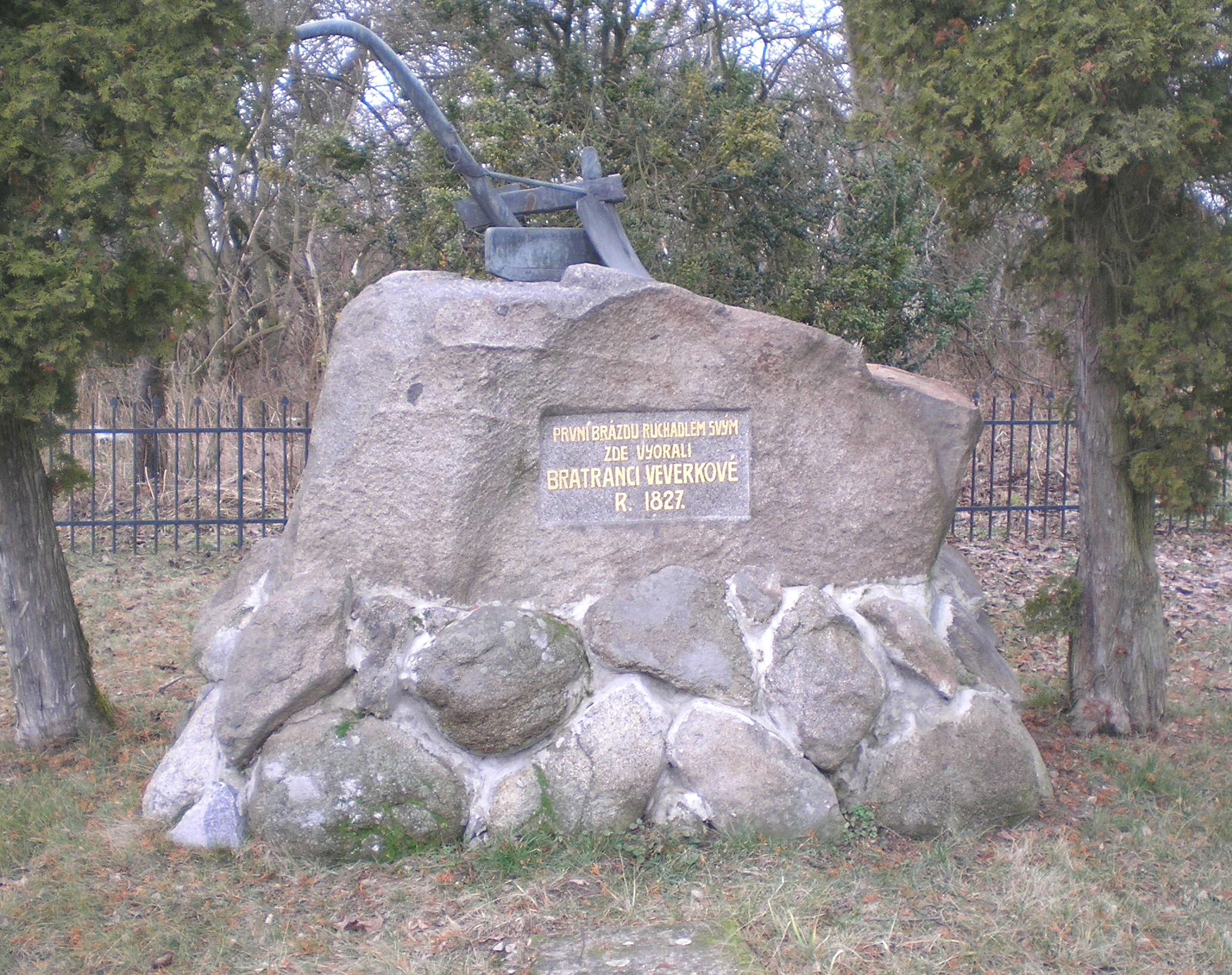
Zde byla vyorána první brázda ruchadlem

Ruchadlo je pluh, který půdu nejen rozrušuje a provzdušňuje, ale převrací ji tak, že vrchní vrstva se dostává dolů a spodní vrstva odpočaté půdy navrch. Nadto je orba méně namáhavá. Vynalezli jej roku 1827 bratranci Václav a František Veverkovi z Rybitví u Pardubic. Přestože o vynález byl mezi zemědělci velký zájem, Veverkové na něm moc nevydělali, ke svému prospěchu ho využili jiní a původ vynálezu se stal ve druhé polovině 19. století předmětem národnostního boje.

## Vynález ruchadla
Když se František v roce 1823 oženil a ujal hospodaření, poznal, jak obtížné a nedokonalé je rozrušování půdy pro přípravu setby dosavadním nářadím. Úpravami tehdejšího tzv. záhonového pluhu, po mnoha neúspěšných zkouškách, se oběma bratrancům společně podařilo vytvořit pluh pracující podle jejich představ. Zatímco dosavadní oradla půdu pouze rozrušovala a musela se v patřičné hloubce v zemi udržovat silou oráče, vhodně tvarovaný a na kolečkách upevněný pluh Veverkových půdu odkrajoval, rozrušoval, drolil a obracel. Hloubka orby se dala řídit na hřídeli opřeném o kolečka vpředu. Lidé nový pluh jmenovali „veverče“, sami vynálezci ho však nazvali ruchadlem. První brázdu novým ruchadlem vyorali bratranci za kovárnou v Rybitví v roce 1827.

## Využití vynálezu
Bratranci Veverkovi byli prostí venkovští lidé. Těšilo je, že jejich řešení funguje, že pomáhá lidem ulehčit jejich práci. Nevěděli, že se jedná o vynález, jehož patentování a obchodní využití by mohlo řešit jejich svízelnou finanční situaci. Dávali své řešení ruchadla k dispozici každému, kdo o ně požádal. Omezený počet ruchadel vyráběl Václav ve své kovárně, ale to zdaleka nestačilo poptávce, a tak se výroby a prodeje ruchadel ujímali jiní, obchodně zdatnější. Např. Karel Podhajský, obchodník z Bohdanče, s vědomím bratranců Veverkových a s použitím dřevěného modelu, který mu poskytli, objednal výrobu většího množství nových pluhů ve slévárně Václava Svobody v Třemošnici-Hedvíkově a zajišťoval jejich prodej.
Nepatentovaný vynález však byl k využití i lidem nečestným. Hospodářský úředník Jan Kainz z Choltic nechal ruchadlo podle vzoru vyrobit u choltického kováře Jana Pechmana a v roce 1832 ho poslal na hospodářskou výstavu do Prahy s označením Kainzpflug (Kainzův pluh), jako svůj vynález. Ruchadlo se na výstavě setkalo s velkým ohlasem. Pražský německý tisk nešetřil obdivem, jak velký vynález Němec Kainz vytvořil. Nevadilo, že se jednalo o ruchadlo, o kterém již rok předtím psal básník Josef Jaroslav Langer v časopise Čechoslav s tím, že se jedná o vynález Veverkových z Rybitví, kde se v celém okolí už několik let využívá ke kultivaci půdy.

## Spory oautorství
O původcovství vynálezu se vedl spor s národnostním podtextem, kdy z pohledu českých vlastenců Němec připravil české vynálezce o autorství. Vedoucím činitelem tohoto boje byl nejdříve bohdanečský rodák, básník Josef Jaroslav Langer. Spolu s J. J. Langrem se zastával bratranců Veverkových a jejich autorství k ruchadlu Ignác Lhotský, profesor hospodářství na bohosloveckém lyceu v Hradci Králové. Původ vynálezu ověřil spolu s Langrem výslechem řady svědků v Rybitví a okolí a podal o tom v lednu 1835 zprávu tehdejší Hospodářské společnosti, kde se ale údajně spis ztratil a věc nebyla vůbec řešena. Bratranci Veverkové i J. J. Langer pak koncem čtyřicátých let zemřeli a úředního uznání vynálezu se nedočkali.
V roce 1868 se vyšetřování autorství vynálezu ujal redaktor Hospodářských novin Karel Procházka, který si v lednu toho roku vyžádal svědectví o vzniku ruchadla. Svoje zjištění zveřejnil v Hospodářských novinách roku 1868 v sérii šesti článků Kdo vynalezl ruchadlo? (počínaje číslem 5/1868). Úřední ověření se ale ani jemu nezdařilo získat.
Až v roce 1882 věc byla znovu šetřena, tentokrát jednatelem Hospodářského spolku v Pardubicích Františkem Vratislavem Sovou, který spisy Lhotského i Procházky našel, prostudoval, znovu vyslechl svědky v Rybitví a na těchto základech vydal v roce 1883 knížku nazvanou Vynálezci ruchadla a autorství Veverkových prokázal.
Ještě v témže roce, 8. a 9. září 1883, se konala v Pardubicích a v Rybitví velká národní slavnost k odhalení pomníků bratrancům Veverkovým v obou místech. Od té doby již autorství vynálezu nikdo nezpochybňoval.